# رزا (آلاباما)
روزا (به انگلیسی: Rosa) شهری در شهرستان بلاونت ایالت آلاباما است که مساحت آن ۹٫۷۷ کیلومتر مربع است و در سرشماری سال ۲۰۱۰ میلادی، ۳۱۶ نفر جمعیت داشته و تراکم جمعیتی آن، ۳۲٫۳۴ نفر در هر کیلومتر مربع بوده است.